# Melanodrymia
Melanodrymia là một chi ốc biển, là động vật thân mềm chân bụng sống ở biểns trong family Melanodrymiidae.

## Các loài
Các loài trong chi Melanodrymia gồm có:
- Melanodrymia aurantiaca Hickman, 1984[3]
- Melanodrymia brightae Warén & Bouchet, 1993[4]
- Melanodrymia galeronae Warén & Bouchet, 2001[5]